# Xerosaprinus chiliensis
Xerosaprinus chiliensis är en skalbaggsart som först beskrevs av Sylvain Auguste de Marseul 1855.  Xerosaprinus chiliensis ingår i släktet Xerosaprinus och familjen stumpbaggar. Inga underarter finns listade i Catalogue of Life.